# Saccoloma sunduei
Saccoloma sunduei là một loài dương xỉ trong họ Saccolomataceae. Loài này được A. Rojas mô tả khoa học đầu tiên năm 2010.
Danh pháp khoa học của loài này chưa được làm sáng tỏ. 